# Nationaal oorlogsmonument Eerste en Tweede Wereldoorlog

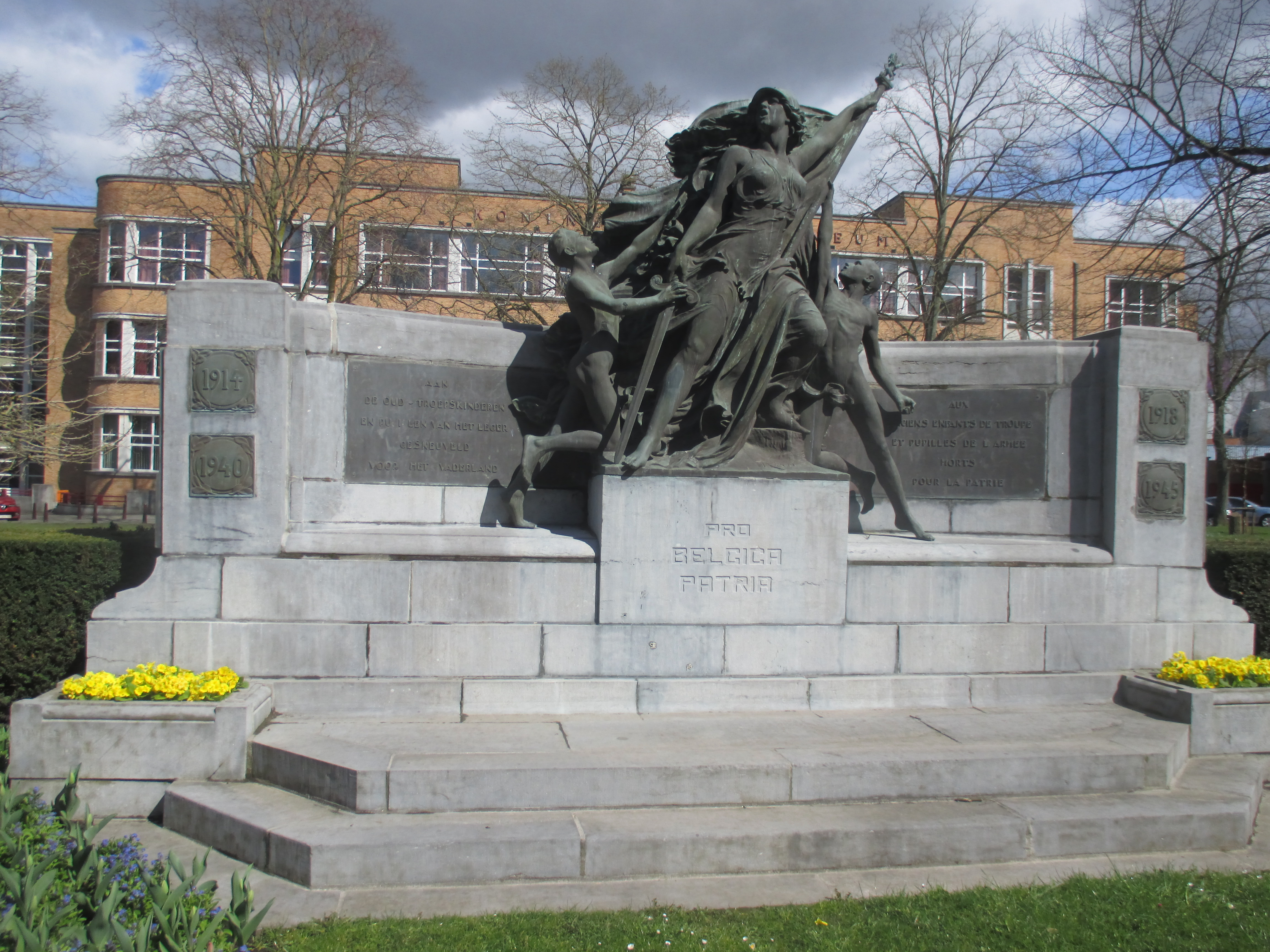
Het monument op de graanmarkt in 2021.

Het Nationaal oorlogsmonument Eerste en Tweede Wereldoorlog (Aalst, Oost-Vlaanderen) is een monument voor de "Oud-leerlingen, de Troepenkinderen en leerling-Pupillen" van Aalst. Het werd opgericht tussen 1921-1922. Het bevindt zich in de Graanmarkt.

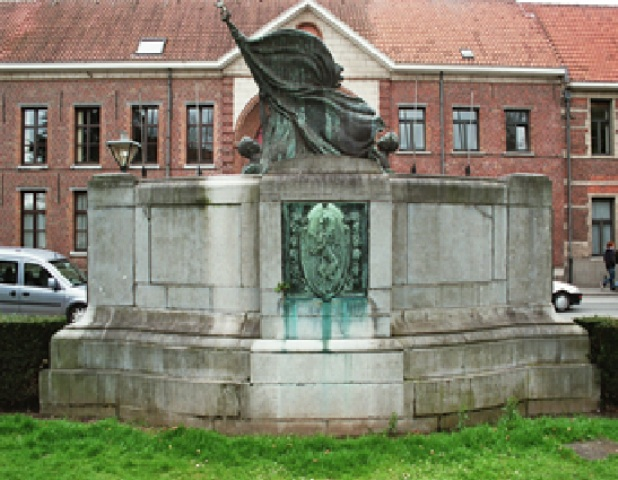
De achterkant van het oorlogsmonument in 2010

Het opschrift op het monument luidt: "1914 PRO BELGICA PATRIA 1918 / AAN DE OUD-TROEPSKINDEREN EN PUPILLEN VAN HET LEGER GESNEUVELD VOOR HET VADERLAND/ AUX ANCIENS ENFANTS DE TROUPE ET PUPILLES DE L’ ARMEE MORTS POUR LA PATRIE".

## Historiek
Het monument werd ingehuldigd door prins Leopold op 23 juli 1922.
Na de Tweede Wereldoorlog werden nog twee herdenkingsplaten en de jaartallen "1940-1945" aan het gedenkteken toegevoegd. Deze platen zijn voor kapitein-commandant Charles Claser en kolonel Jean de Schrijver.

### Kolonel Jean de Schrijver

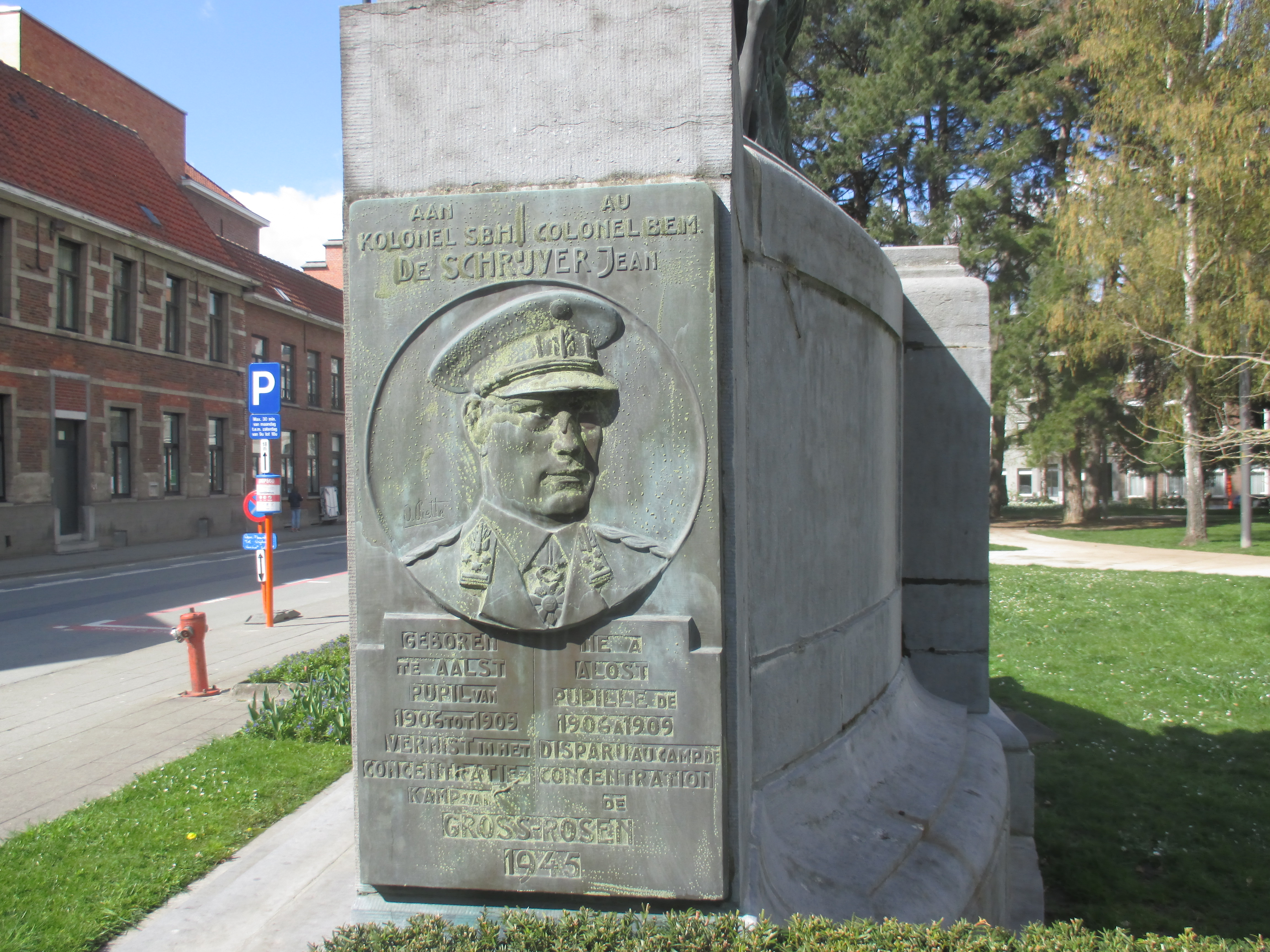
De gedenkplaat van Jean de Schrijver.

Op het opschrift van de gedenkplaat staat het volgende te lezen:
"AAN KOLONEL S.B.H. / AU COLONEL B.E.M.
DE SCHRIJVER JEAN
GEBOREN / NE A
TE AALST / ALOST
PUPIL VAN 1906 TOT 1909 / PUPILLE DE 1906 A 1909
VERMIST IN HET / DISPARU AU CAMP DE
CONCENTRATIE- / CONCENTRATION
KAMP VAN / DE
GROSS-ROSEN 1945"

### Kapitein Charles Claser
Op het opschrift van de gedenkplaat staat het volgende te lezen:
"AAN KAPITEIN / AU CAPITAINE
COMMANDANT S.B.H. / COMMANDANT  B.E.M.
CLASER CHARLES
GEBOREN / NE A
TE AALST / ALOST
KADET VAN 1919 - 1920 / CADET DE 1919 - 1920

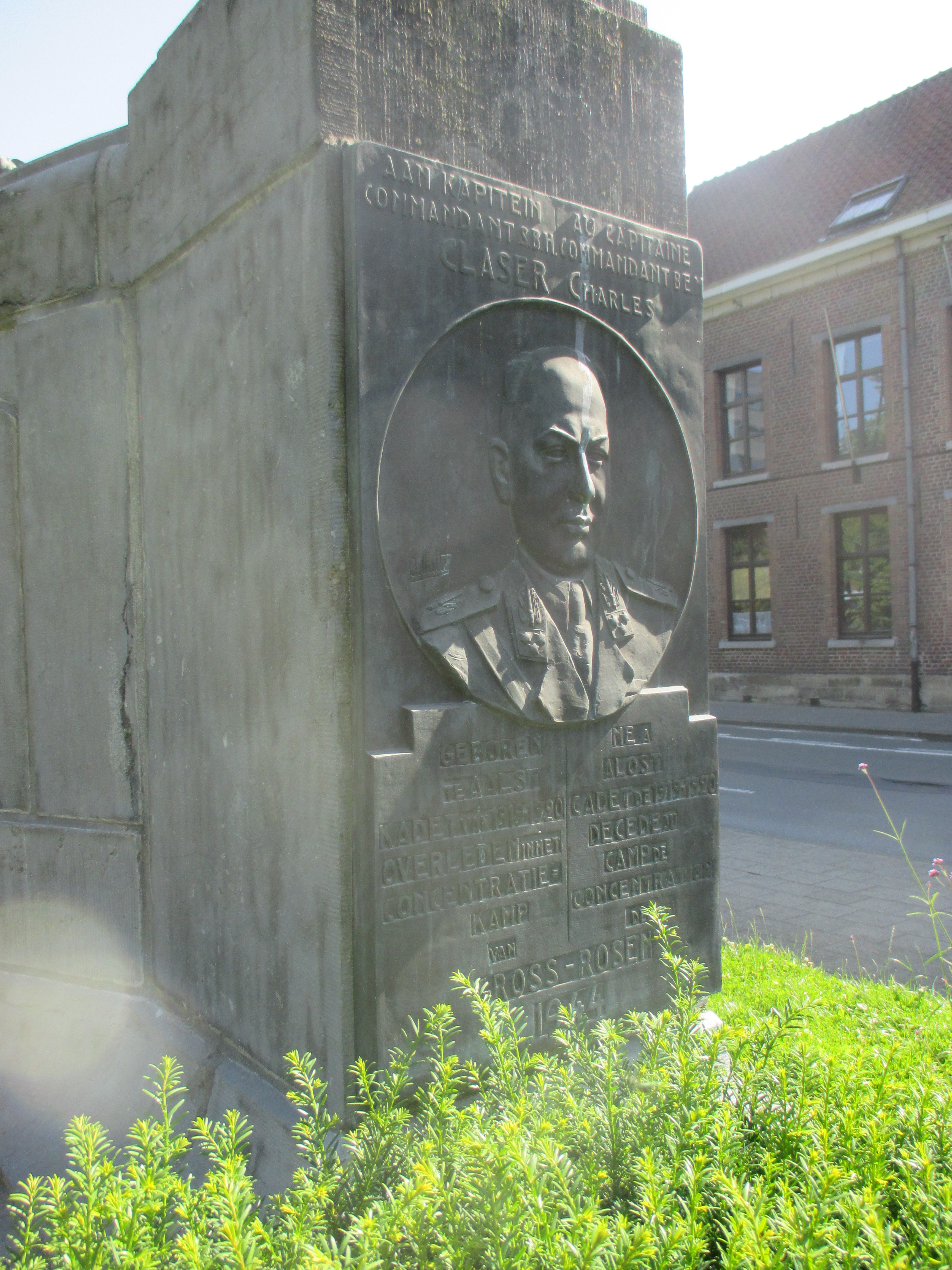
Gedenkplaat van kapitein commandant Charles Claser

OVERLEDEN IN HET / DECEDE AU
CONCENTRATIE- / CAMP DE
KAMP / CONCENTRATION
VAN / DE

GROSS-ROSEN 1944"

## Ontwerp

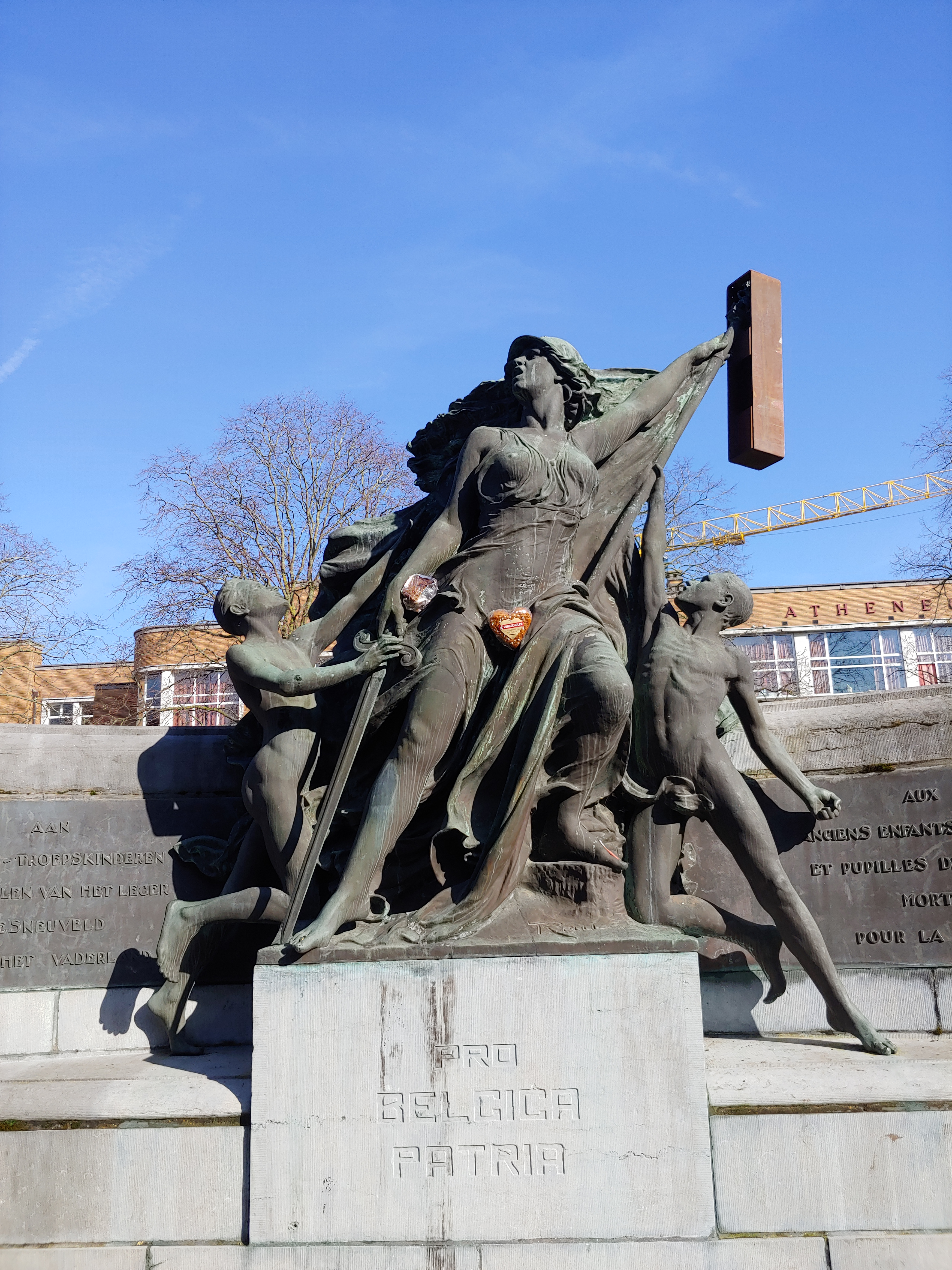
In 2024.

Het gedenkteken werd ontworpen door Marcel Rau, een Brussels gerenommeerd beeldhouwer. De architect was Georges Hendrickx (tekende het ontwerp) en de steenhouwer Michel Verhulst.